# Vergulde Draeck

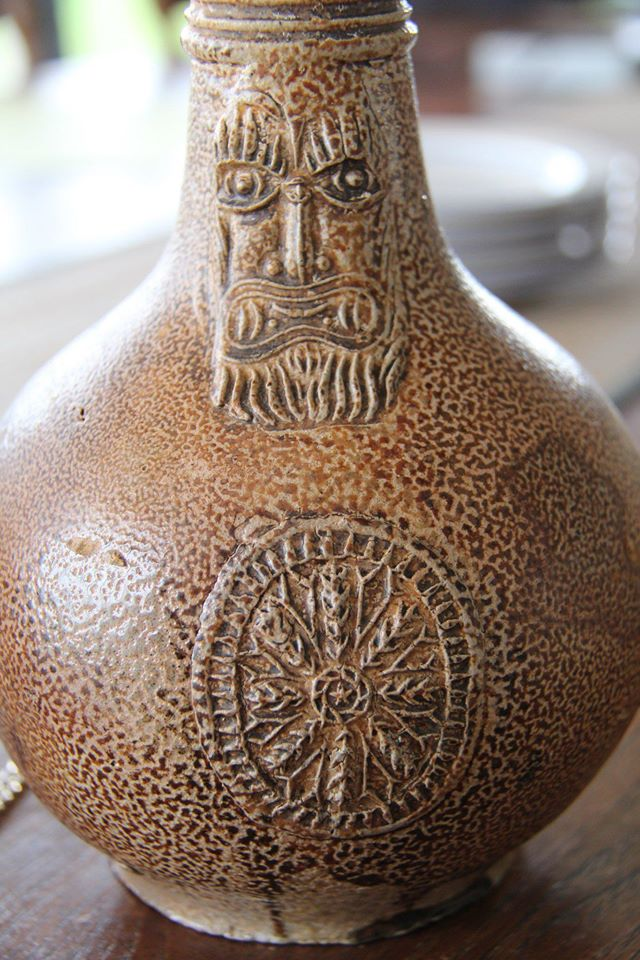
Jarre retrouvée dans l'épave du navire.

Le Vergulde Draeck (en français : « Dragon Doré ») était un bateau marchand néerlandais du XVIIe siècle.
Il partit de Texel pour Batavia (aujourd'hui Jakarta), mais il s'échoua le 28 avril 1656 à Ledge Point, à 107 km au nord de Perth (Australie-Occidentale). Il y eut 75 survivants (sur les 193 qui étaient présents à bord) qui atteignirent la côte et envoyèrent un petit bateau vers Batavia pour demander des secours, mais malgré trois missions de recherche, les survivants restants n'ont jamais été retrouvés.

## Naufrage

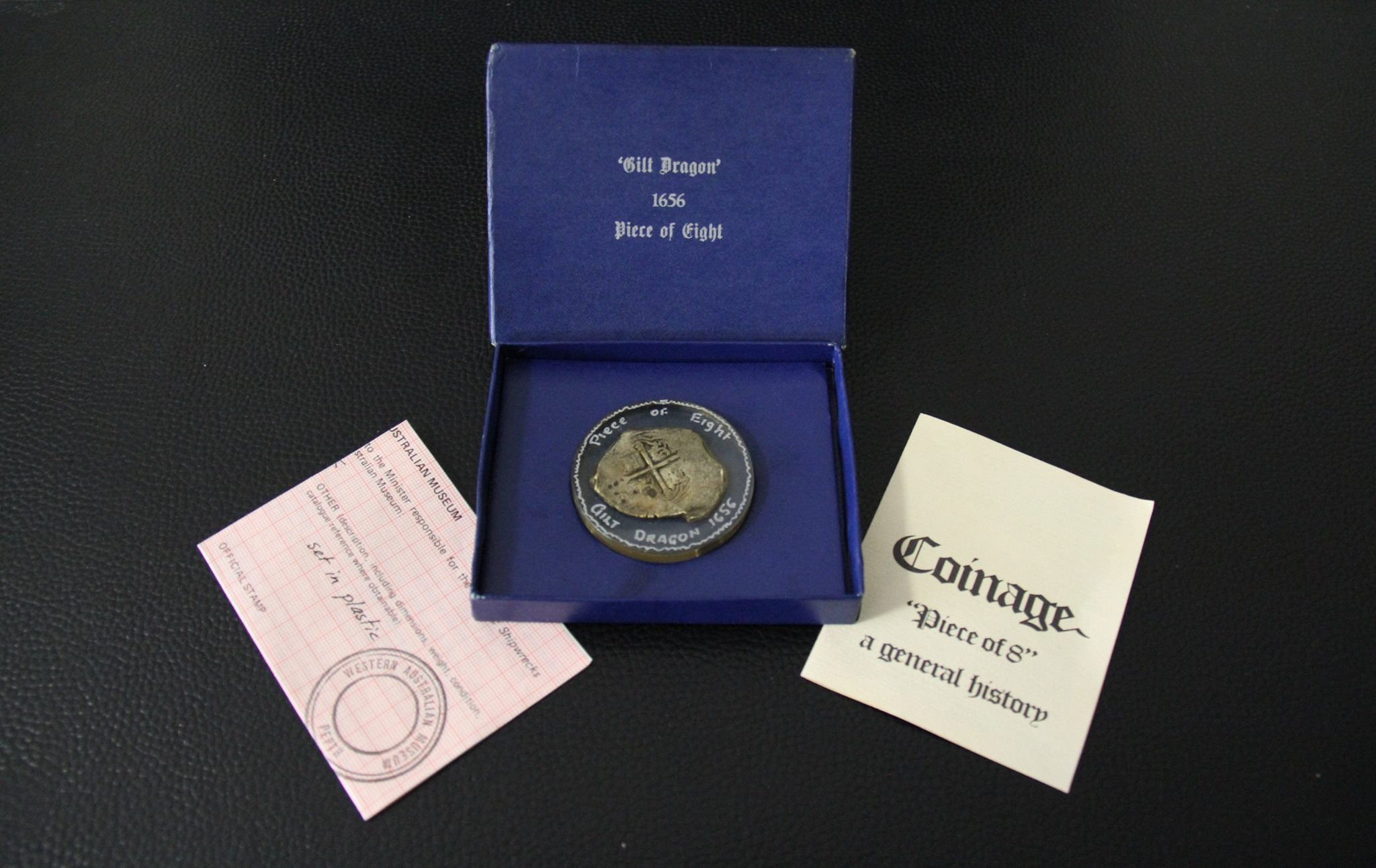
Reproduction d'une pièce du Vergulde Draeck.

En 1656 le navire quitte le cap de Bonne-Espérance pour rejoindre Batavia, quartier général de la Compagnie néerlandaise des Indes orientales. La nuit du 28 avril 1656, le navire heurte un récif de corail à proximité de ce qui est désormais la ville de Ledge Point en Australie-Occidentale. Il avait à son bord 193 passagers, huit caisses de pièces d'argent d'une valeur de 78 600 florins néerlandais et des marchandises d'une valeur de 106 400 florins néerlandais. 
118 membres de l'équipage auraient péri dans le naufrage. Les 75 rescapés, dont le capitaine du navire Pieter Albertszoon, réussissent à gagner la côte avec le scute du navire et une petite quantité de provisions échouées.

## Arrivée à Batavia
Le 7 mai 1656, soit neuf jours après la perte du navire, le second et neuf membres d'équipage sont envoyés à Batavia pour chercher de l'aide. Ils emportent avec eux des lettres de l'équipage resté sur place. Après un voyage de 1 400 milles marins d'une durée de quatorze jours avec peu de provisions, le bateau arrive à Batavia et signale le naufrage. La recherche débute alors.

## Expéditions de sauvetage

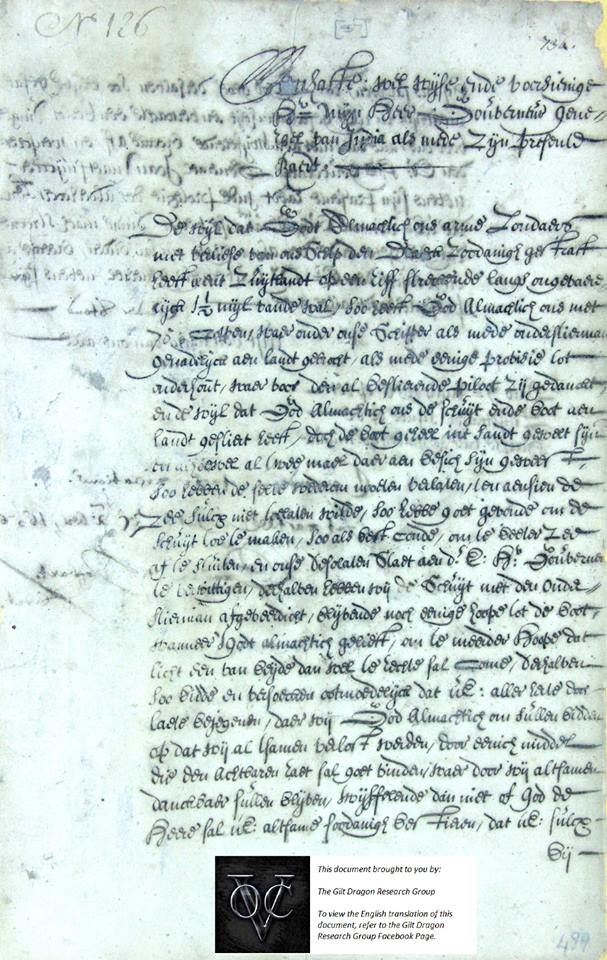
Cette lettre datée de 1656 aurait fait partie des lettres de survivants emmenées à Batavia.

### LeGoede Hopeet leWitte Valck(1656)
Le 7 juin 1656 deux navires, le Goede Hope (« Bon Espoir ») et le Witte Valck (« Faucon Blanc ») sont envoyés de Batavia. Une forte tempête au large des côtes de l'Australie-Occidentale complique les opérations, et ni hommes ni signes de l'épave ne sont retrouvés.

### LeVinck(1657)
Le 23 avril 1657 le Vinck (« Pinson »), en route depuis le cap de Bonne-Espérance, reçoit l'ordre de rechercher des survivants le long de sa traversée mais ne trouve aucun signe des rescapés ni d'une quelconque épave. 

### LeWaeckende Boey,l'Emeloordtetl'Emmenhorn(1658-1659)
Le 1er janvier 1658 le Waeckende Boey et l’Emeloordt sont envoyés de Batavia dans l'espoir que les mois d'été seront plus favorables à la découverte de l'épave ou de survivants. Le 23 février 1658 le capitaine Volkersen du Waeckende Boey aperçoit les côtes de l'Australie-Occidentale. Il est peut-être le premier européen à apercevoir Rottnest Island. Le 26 février 1658 une expédition est envoyée à terre et trouve ce qu'ils pensent être l'épave du Vergulde Draeck. Pendant les recherches un groupe mené par Abraham Leeman est empêché par la météo de retourner au Waeckende Boey. Après quatre jours le groupe est supposé disparu. Le village de Leeman en Australie-Occidentale est toujours nommé en l'honneur de ce marin.
Le 9 mars 1658 le capitaine Jock de l’Emeloordt réussit à envoyer quelques hommes sur la côte. À leur retour ils disent avoir échangé grâce à des signes avec des aborigènes, probablement les Yued (aussi appelés Juad, Juet et Jued) d'Australie-Occidentale.
En 1659 l’Emmenhorn tente à nouveau de trouver des traces des rescapés ou de l'épave, sans succès.

## Découverte de l'épave
L'épave est découverte en 1963. L'identité des responsables de la découverte a été disputée. Le consensus veut que l'épave ait été découverte par John Cowen, Jim, Alan et Graeme Henderson et Alan Robinson.

## Sources

## Compléments